# Ca' Spineda
Ca' Spineda è un palazzo di Treviso, situato nel cuore del centro storico, in piazza San Leonardo, di fronte all'omonima chiesa. È sede della Fondazione Cassamarca.

## Storia

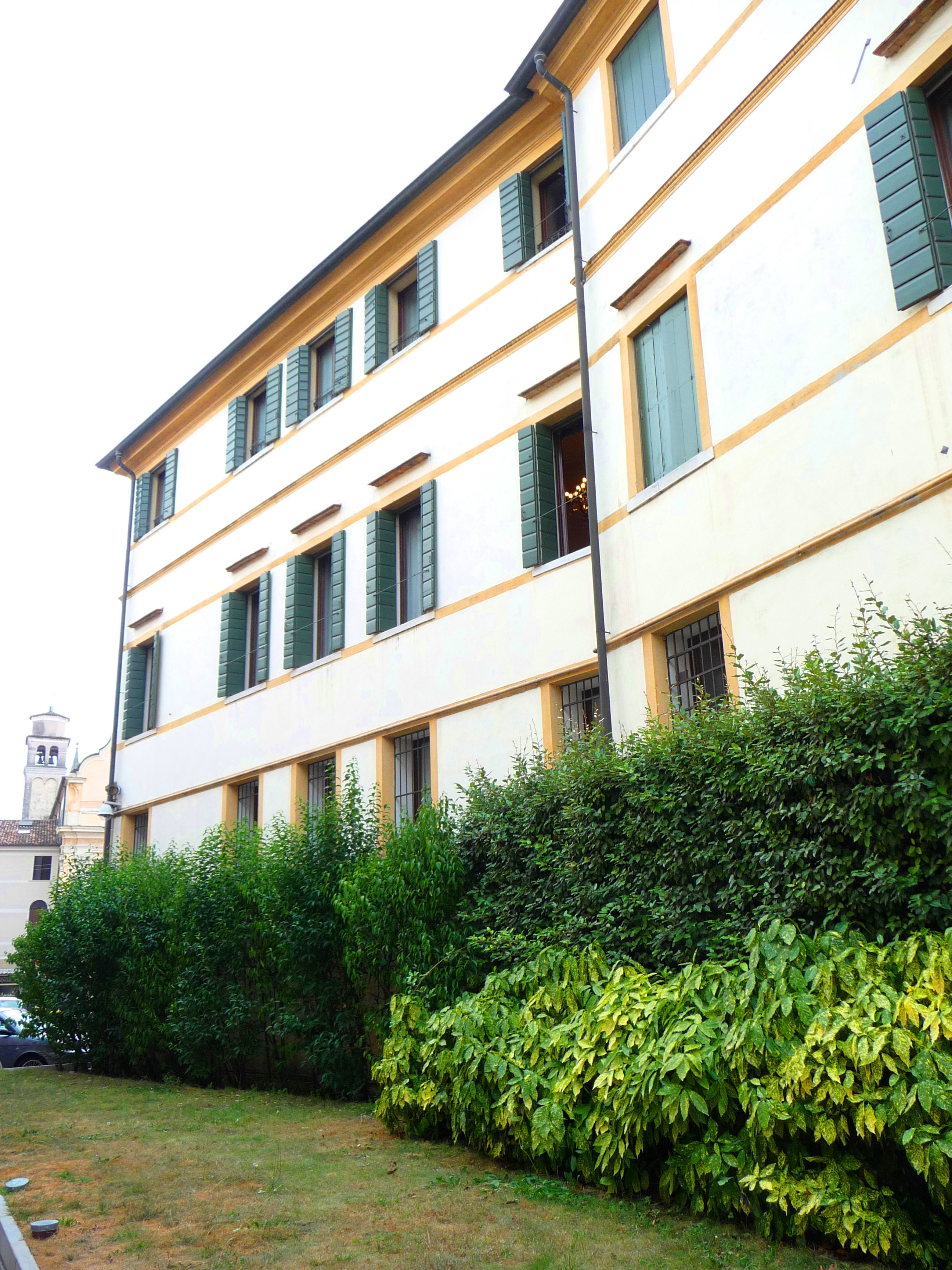
Il prospetto laterale

Palazzo Spineda fu edificato su commissione della nobile famiglia Spineda nella seconda metà del XVI secolo. Subì ristrutturazioni ed ampliamenti durante il XVIII secolo, sempre ad opera della stessa famiglia, che ne fu proprietaria fino al secolo successivo; il 15 novembre 1866 Ca' Spineda ebbe ospite Vittorio Emanuele II.
Dal 1935, fino ad oggi, l'edificio è sede della Fondazione Cassamarca.

## Descrizione
La facciata del palazzo, intonacata di bianco, si dispone su tre piani, segnati da cornici marcapiano ocra, e si sviluppa in lunghezza. Il piano terra è caratterizzato dal bugnato e da un intonaco più scuro. Le aperture, perlopiù rettangolari, sono bordate da cornici lapidee ai primi due piani; sono impreziosite da un timpano le due monofore della parte centrale del piano nobile, dove si apre una grande trifora con balaustrina metallica.
Internamente va segnalata la sala da ballo settecentesca, sviluppata su due piani con ballatoio e tutta affrescata (attribuzione a Basilio Lasinio), oltre che un grande scalone decorato per mano di Gaspare Diziani.